# 范承才
范承才（1964年1月—），重庆市开州区人，中国人民解放军中将，第十三届全国人民代表大会代表。

## 生平
曾担任中国人民解放军成都军区某师师长。中国人民解放军第14集团军副军长。2016年任中国人民解放军西部战区陆军参谋长。2017年出任新调整组建的中国人民解放军陆军第七十六集团军军长。2018年1月调任中国人民解放军中部战区陆军司令员。2022年12月，转任西部战区副司令员。
2018年2月24日，当选为第十三届全国人大代表。2019年6月晋升中将军衔。